# Ford Falcon Ute
Ford Falcon Ute – samochód osobowo-dostawczy typu pickup klasy wyższej produkowany pod amerykańską marką Ford w latach 1960 – 2016.

## Pierwsza generacja

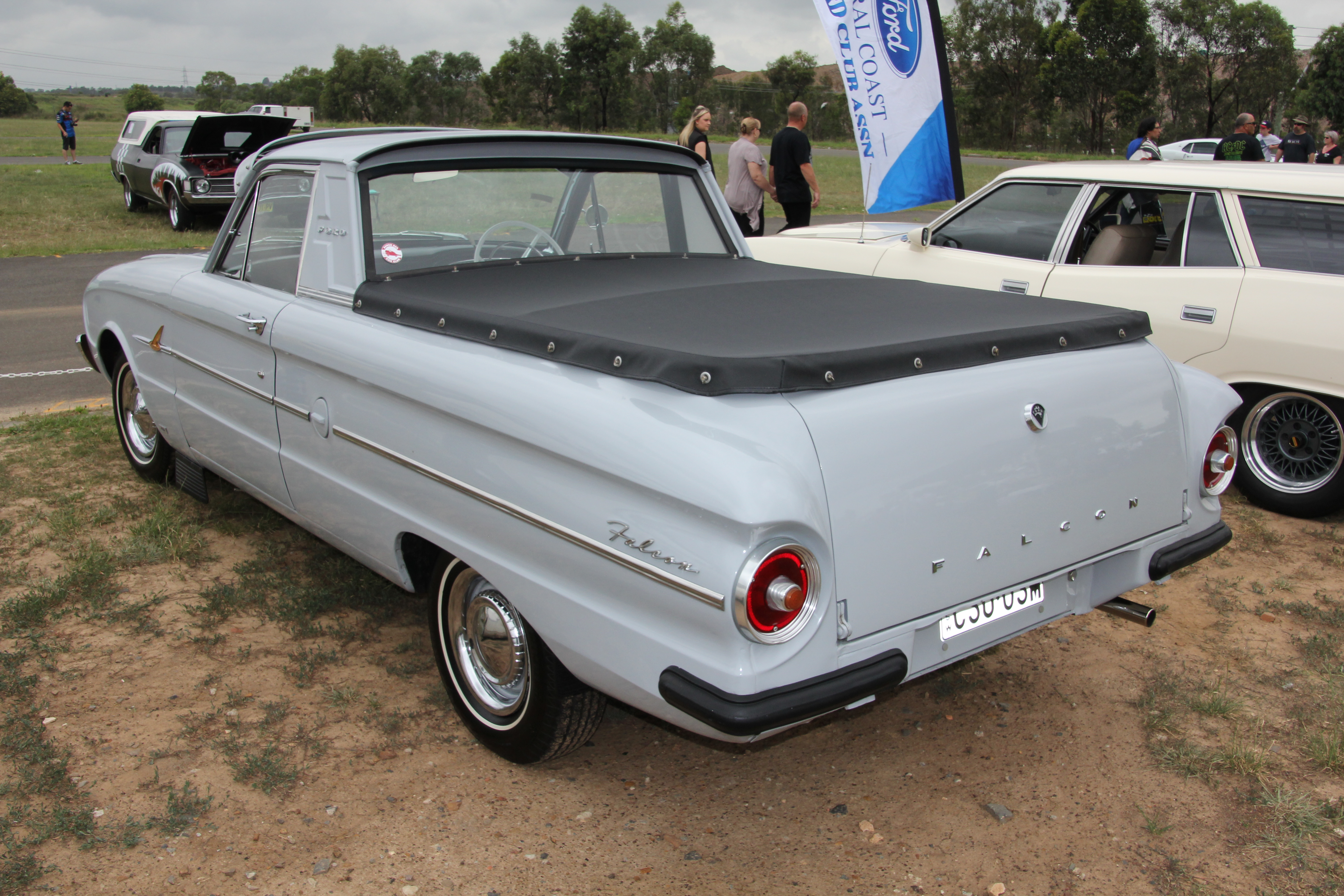
Ford Falcon Ute I - tył

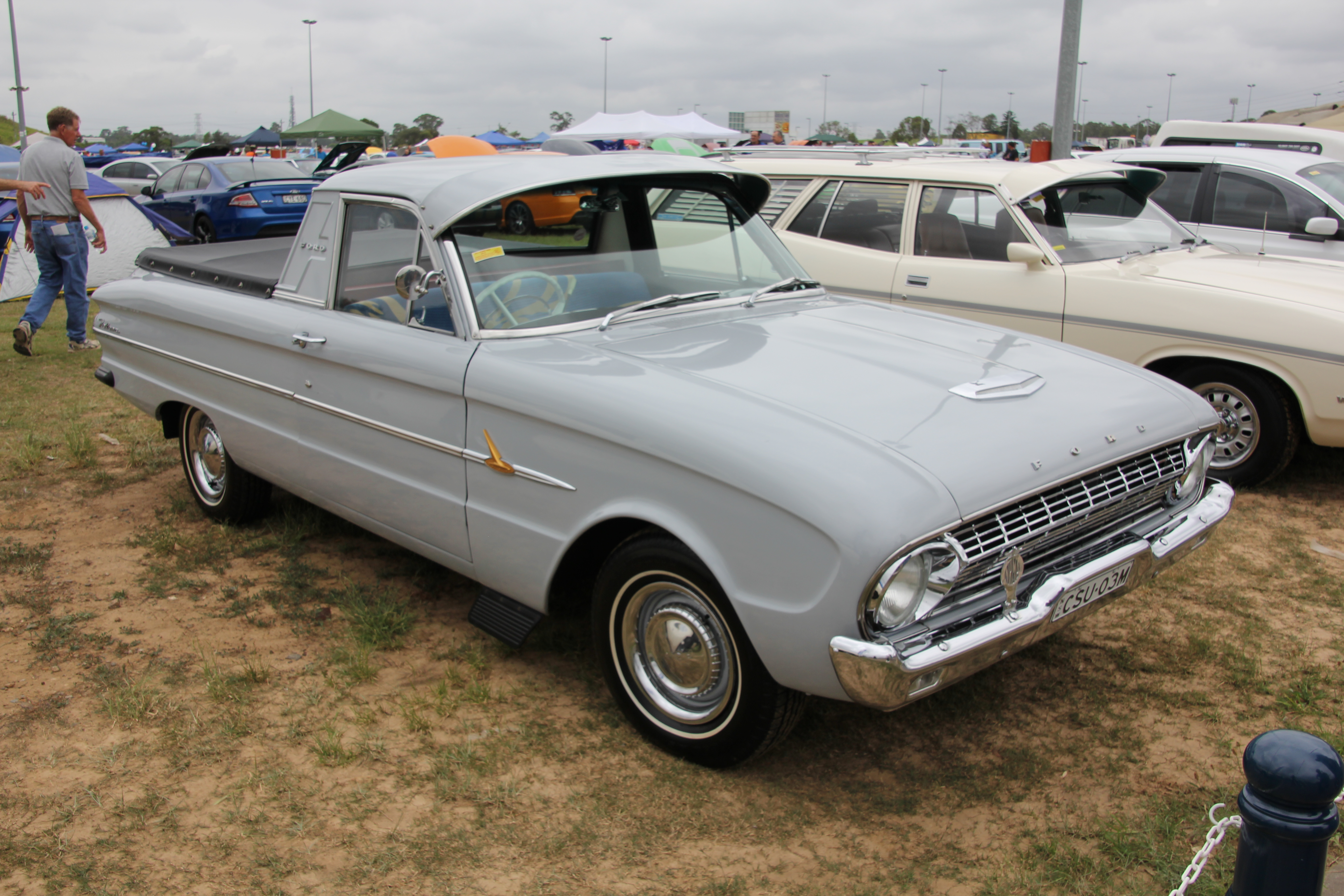
Ford Falcon Ute I po liftingu

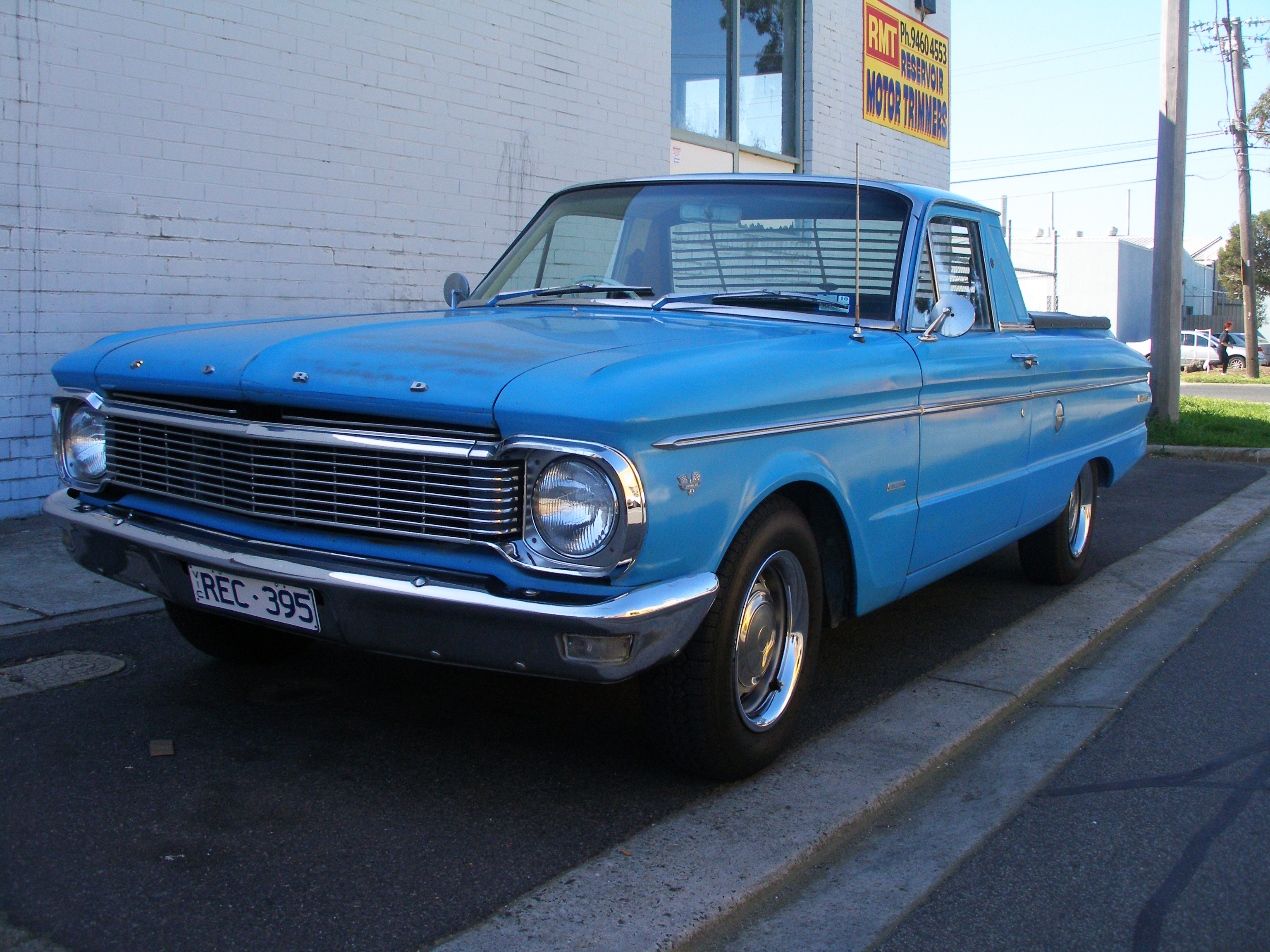
Ford Falcon Ute I po drugim liftingu

Ford Falcon Ute I został zaprezentowany po raz pierwszy w 1960 roku.
Specjalnie z myślą o wewnętrznym, australijskim rynku, lokalny oddział Forda zdecydował się rozbudować ofertę pierwszej generacji Falcona o dostawczą odmianę typu coupe-utility. Samochód był połączeniem dwuosobowym pojazdem łączącym koncepcję samochodu osobowego z dużym, skrzyniowym pickupem. Na wersji Falcona Ute I powstała także odmiana Panel Van z zabudowanym przedziałem transportowym.

### Modernizacje
Podobnie jak osobowa odmiana Falcona w wersjach sedan i kombi, tak i Ute przeszło podczas sześcioletniej rynkowej obecności trzy modernizacje - w sierpniu 1962 roku, lutym 1964 roku oraz marcu 1965 roku. Zmiany objęły głównie wygląd pasa przedniego.

### Wersje wyposażenia
- Utility
- Deluxe Utility

### Silnik
- L6 2.4l Falcon Six
- L6 2.8l Falcon Six
- L6 3.3l Falcon Six

## Druga generacja

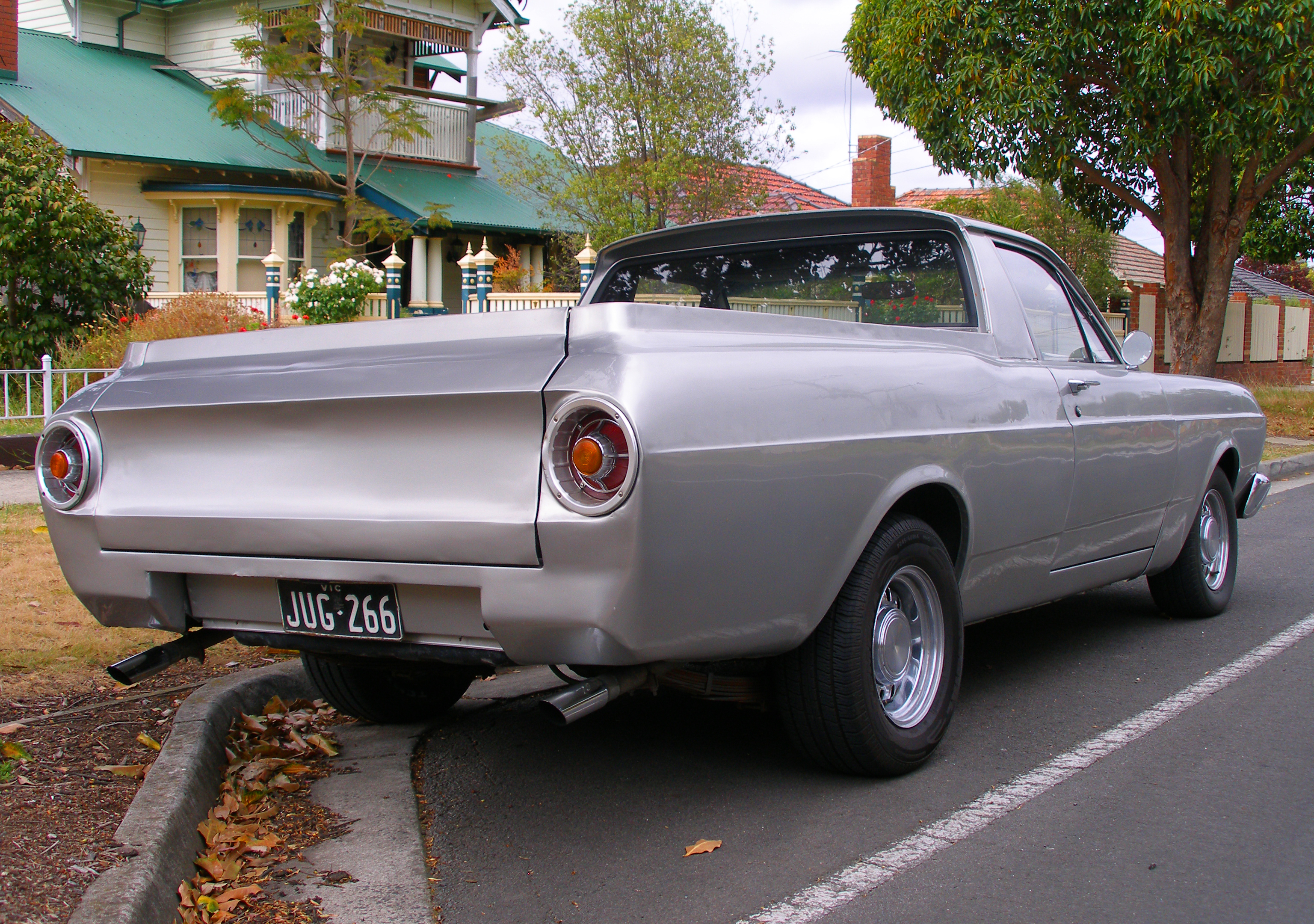
Ford Falcon Ute II - tył

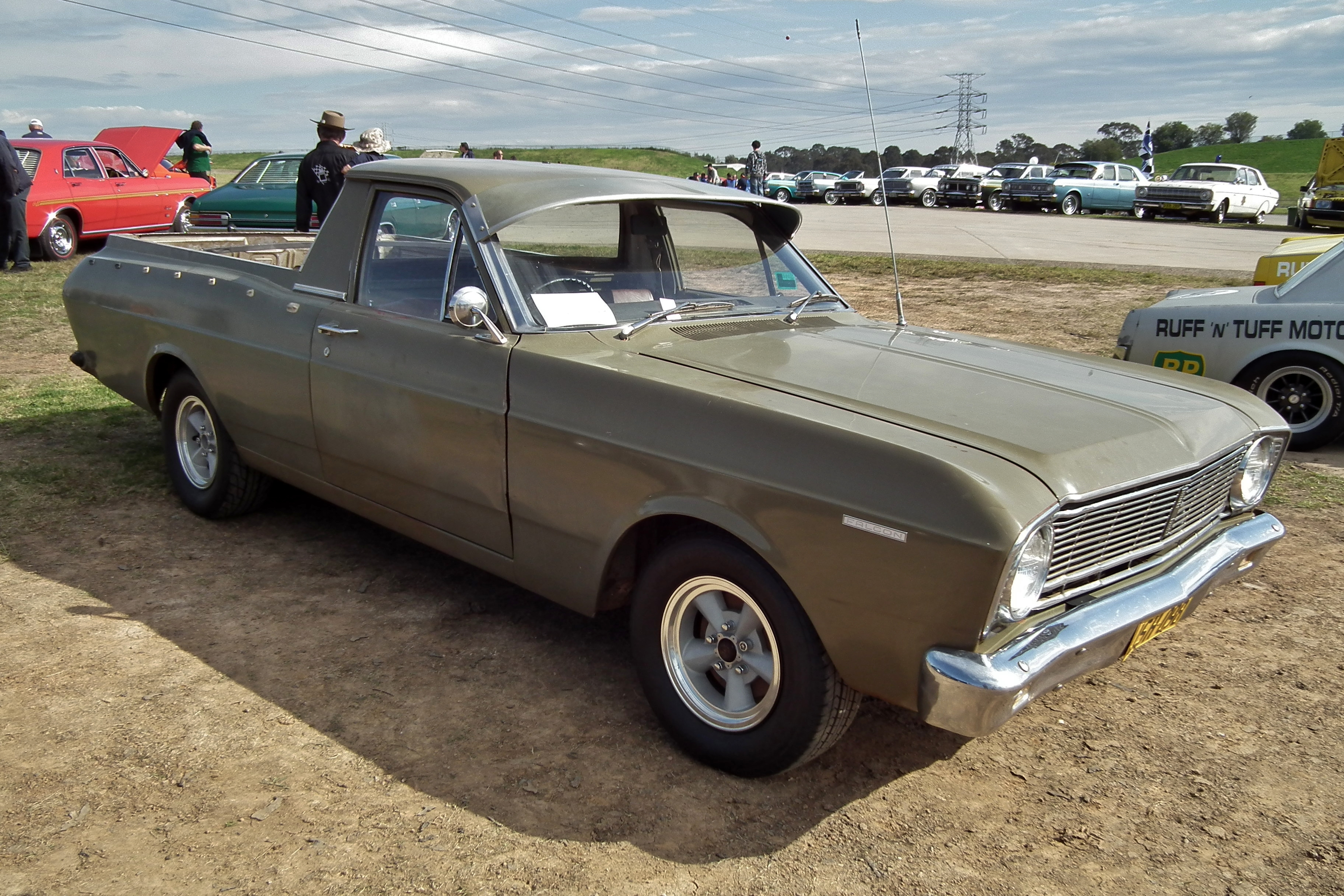
Ford Falcon Ute II po liftingu

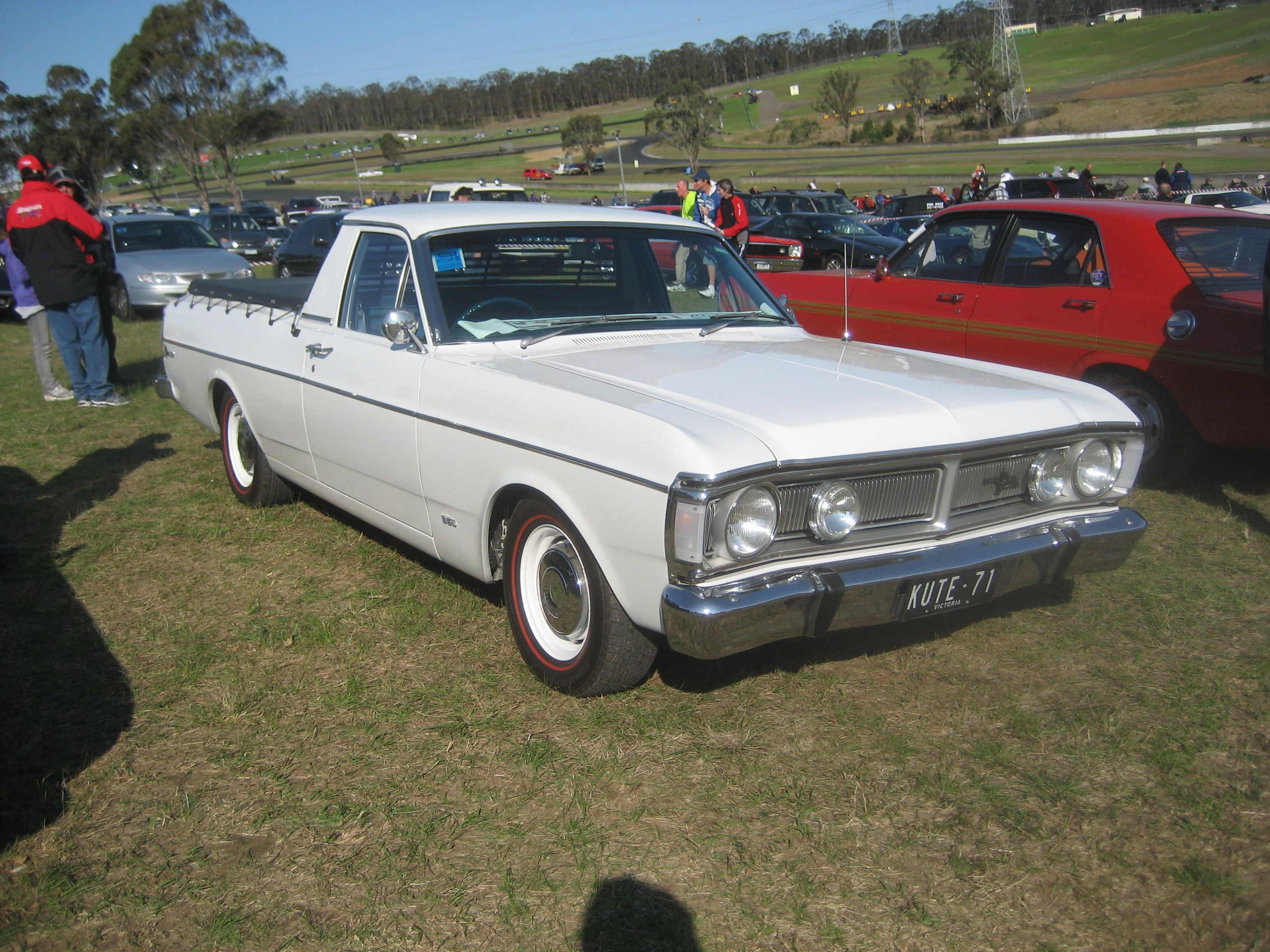
Ford Falcon Ute II po drugim liftingu

Ford Falcon Ute II został zaprezentowany po raz pierwszy w 1966 roku.
Drugie wcielenie Falcona Ute zaprezentowano równolegle z odmianą sedan i kombi w 1966 roku. Samochód przeszedł ewolucyjny kierunek zmian, zyskując bardziej muskularną sylwetkę, większą kabinę pasażerską oraz jednocześnie przestronniejszy przedział transportowy. Ofertę ponownie uzupełniła odmiana Panel Van, która odróżniała się zabudowanym przedziałem użytkowym.

### Modernizacje
Podobnie jak poprzednik, druga generacja Forda Falcona Ute przeszła w ciągu sześcioletniej rynkowej obecności trzy duże modernizacje. Pierwsza z czerwca 1969 roku objęła zmiany w wyglądzie pasa przedniego, a druga z czerwca 1969 roku - podobnie jak w odmianach sedan i kombi - wiązała się z gruntowną restylizacją tyłu. Trzecią, ostatnią, przeprowadzono w październiku 1970 roku.

### Wersje wyposażenia
- Falcon Utility
- Falcon 500 Utility

### Silnik
- L6 2.8l Falcon Six
- L6 3.3l Falcon Six
- V6 4.7l Windsor
- V8 5.0l Windsor

## Trzecia generacja

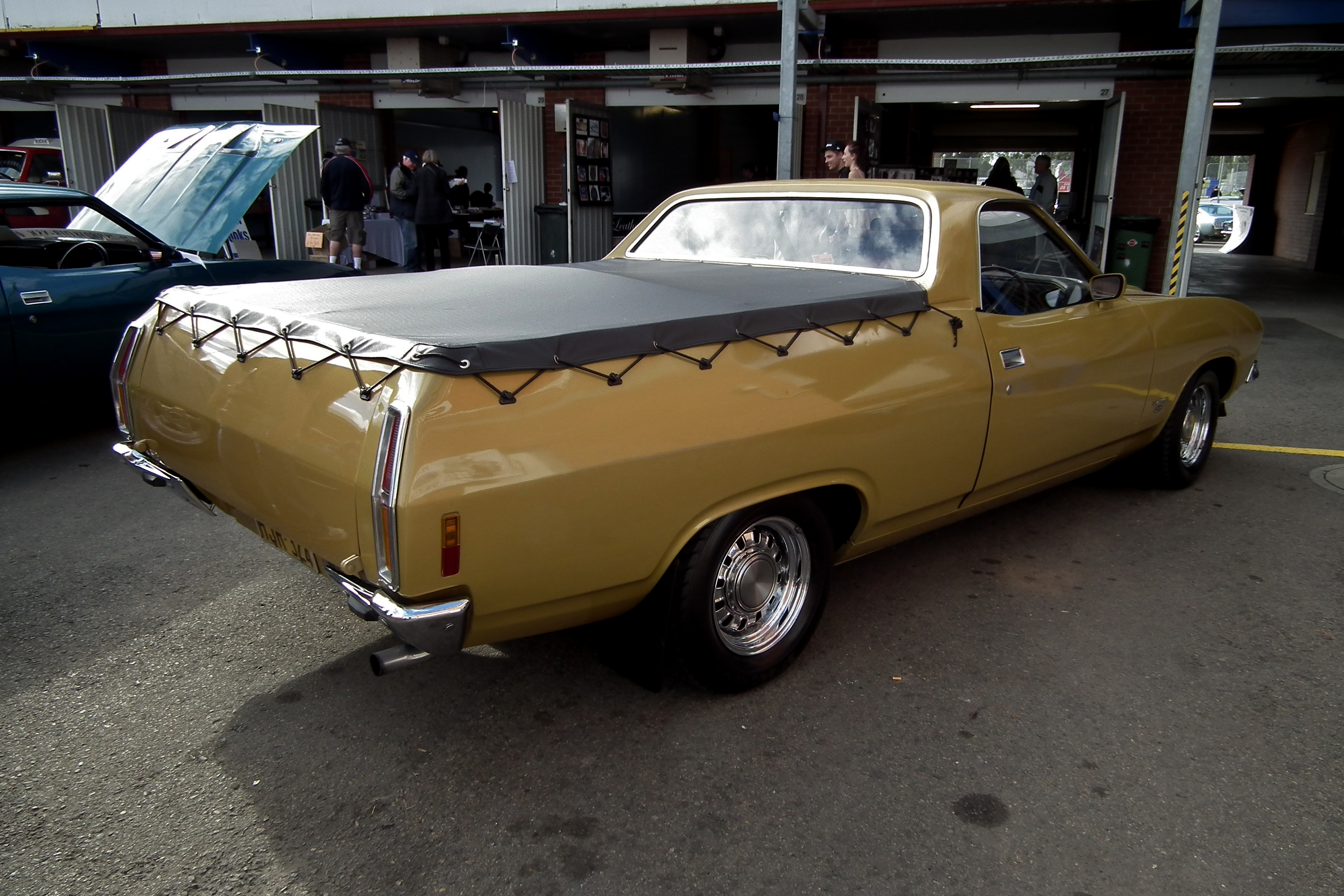
Ford Falcon Ute III - tył

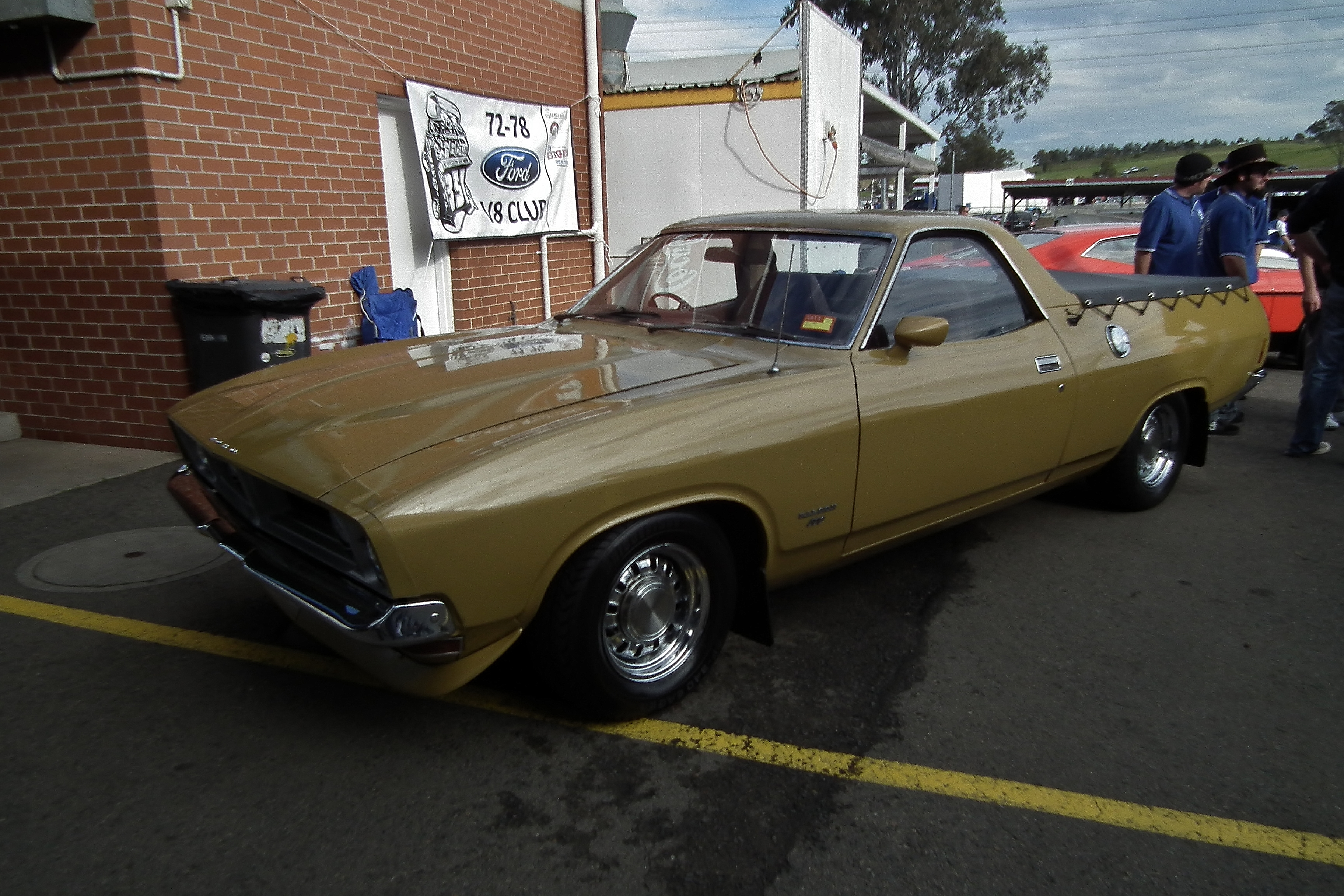
Ford Falcon Ute III po liftingu

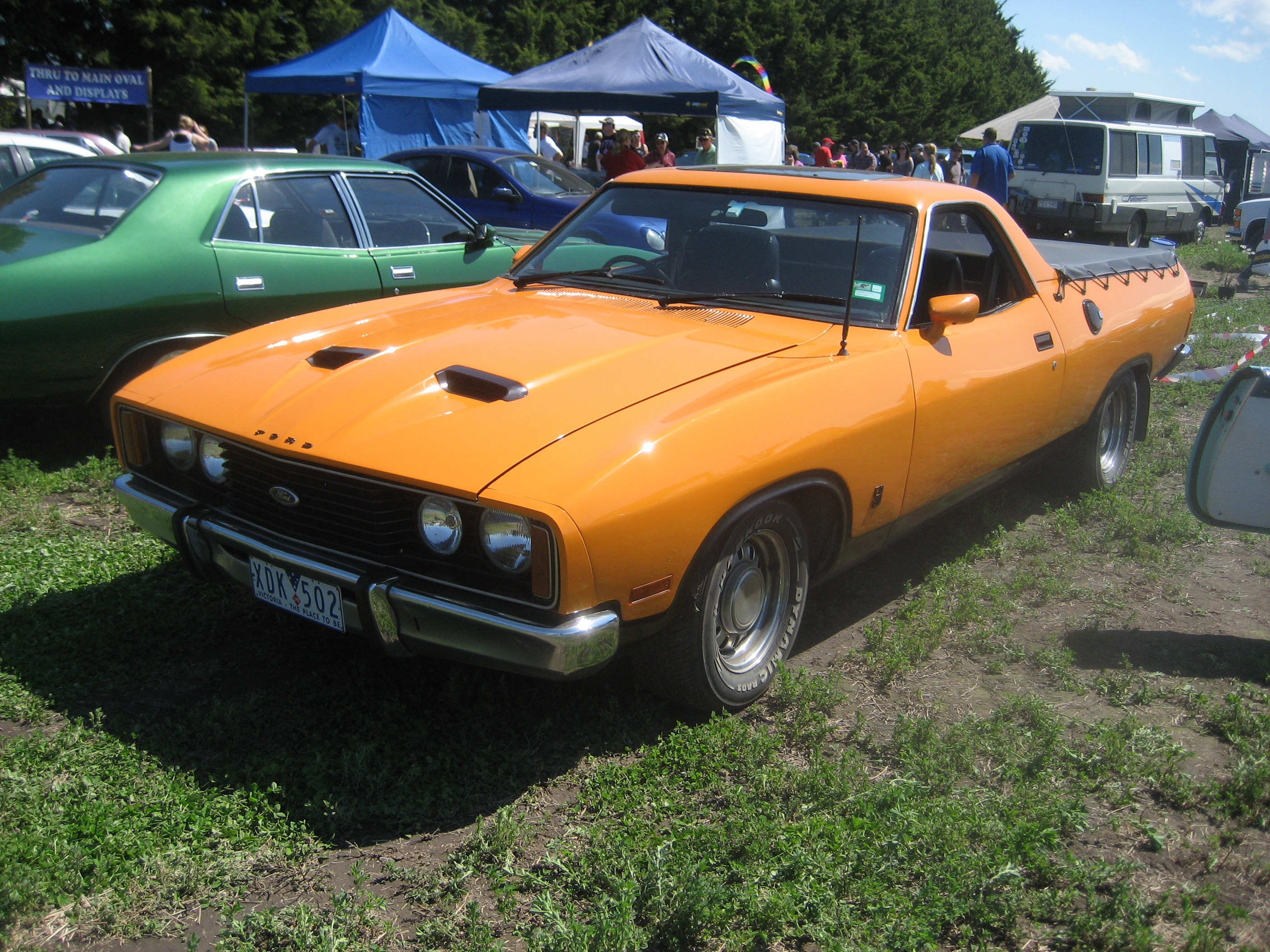
Ford Falcon Ute III po drugim liftingu

Ford Falcon Ute III został zaprezentowany po raz pierwszy w 1972 roku.
Podobnie jak wersja sedan i kombi, także i trzecia generacja Falcona Ute po raz pierwszy w dziejach modelu została opracowana samodzielnie przez australijski oddział Forda. Samochód w porównaniu do poprzednika stał się większy i przestronniejszy, oferując m.in. większą ładowność.

### Modernizacje
Podczas siedmioletniej obecności Falcona Ute na rynku, samochód przeszedł dwie restylizacje. Pierwsze zmiany w wyglądzie zewnętrznym, wzorem klasycznego Falcona, przyniosły kosmetyczne zmiany w wyglądzie zewnętrznym. Drugą, rozleglejszą modernizację przeprowadzono w 1976 roku, w ramach której zmienił się wygląd pasa przedniego i pojawiły się dwie pary reflektorów.

### Wersje wyposażenia
- Falcon Utility
- Falcon 500 Utility

### Silnik
- L6 2.8l Falcon Six
- L6 4.1l Falcon Six
- V8 4.9l Windsor
- V8 5.8l Windsor

## Czwarta generacja

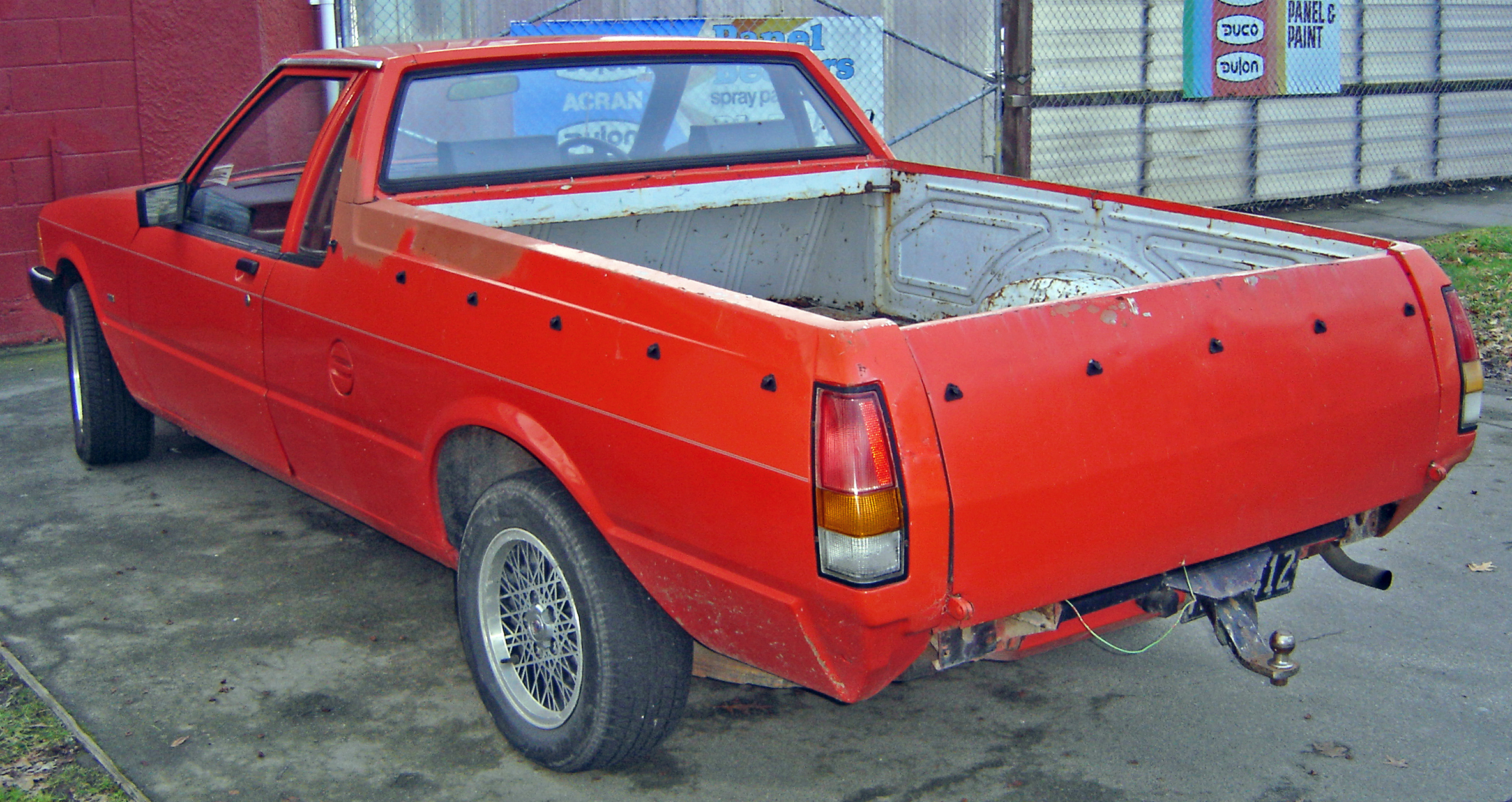
Ford Falcon Ute IV - tył

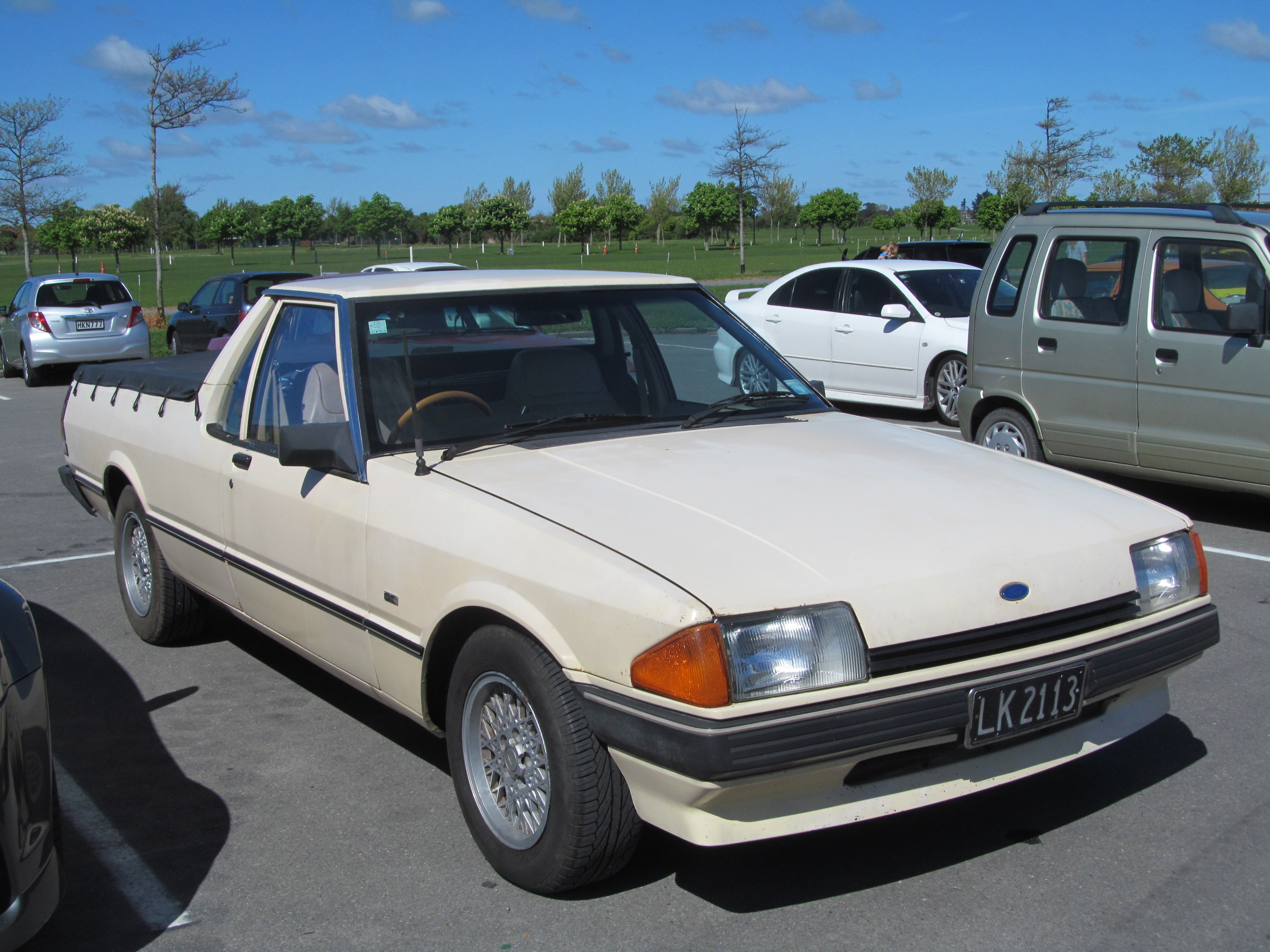
Ford Falcon Ute IV po liftingu

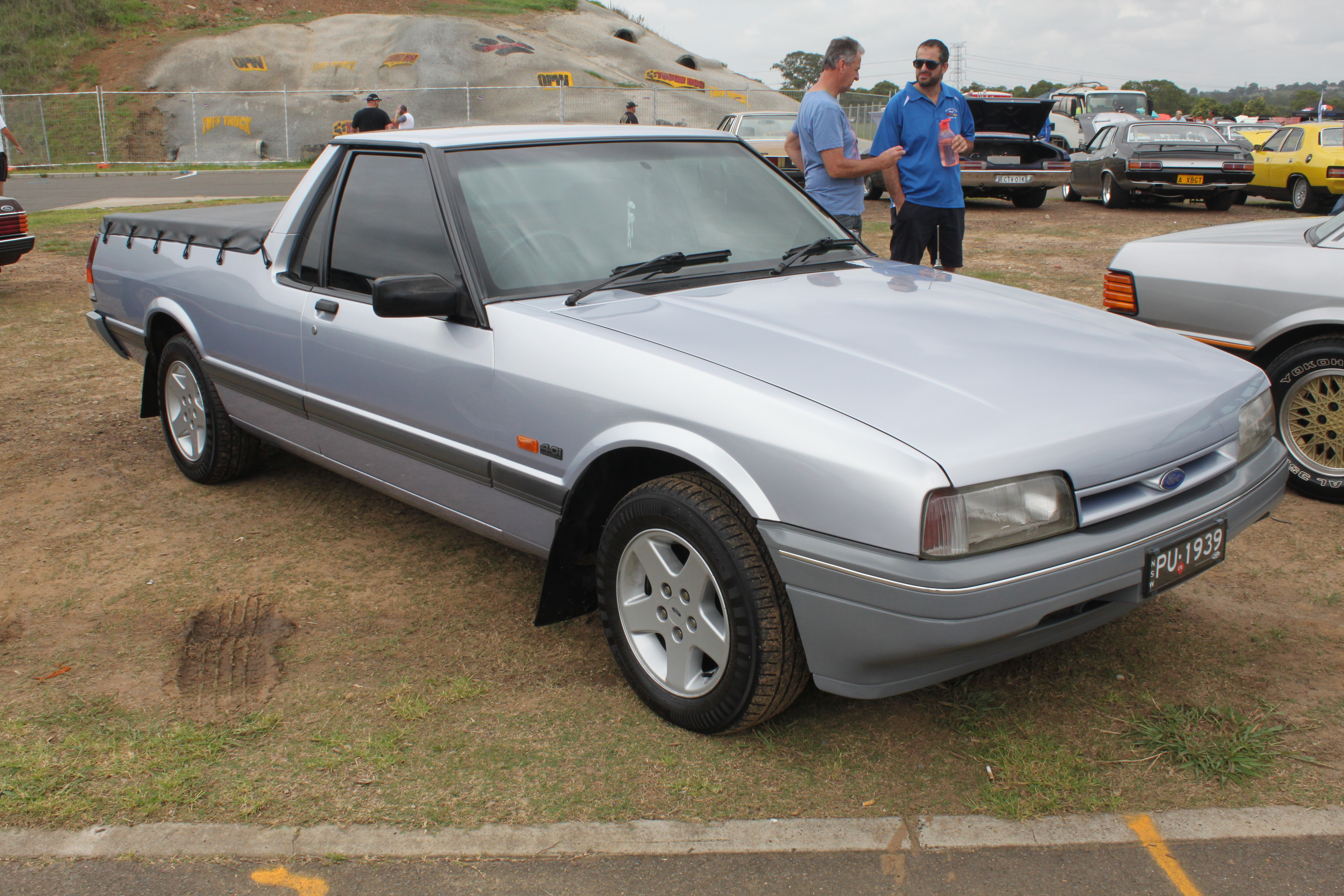
Ford Falcon Ute IV po drugim liftingu

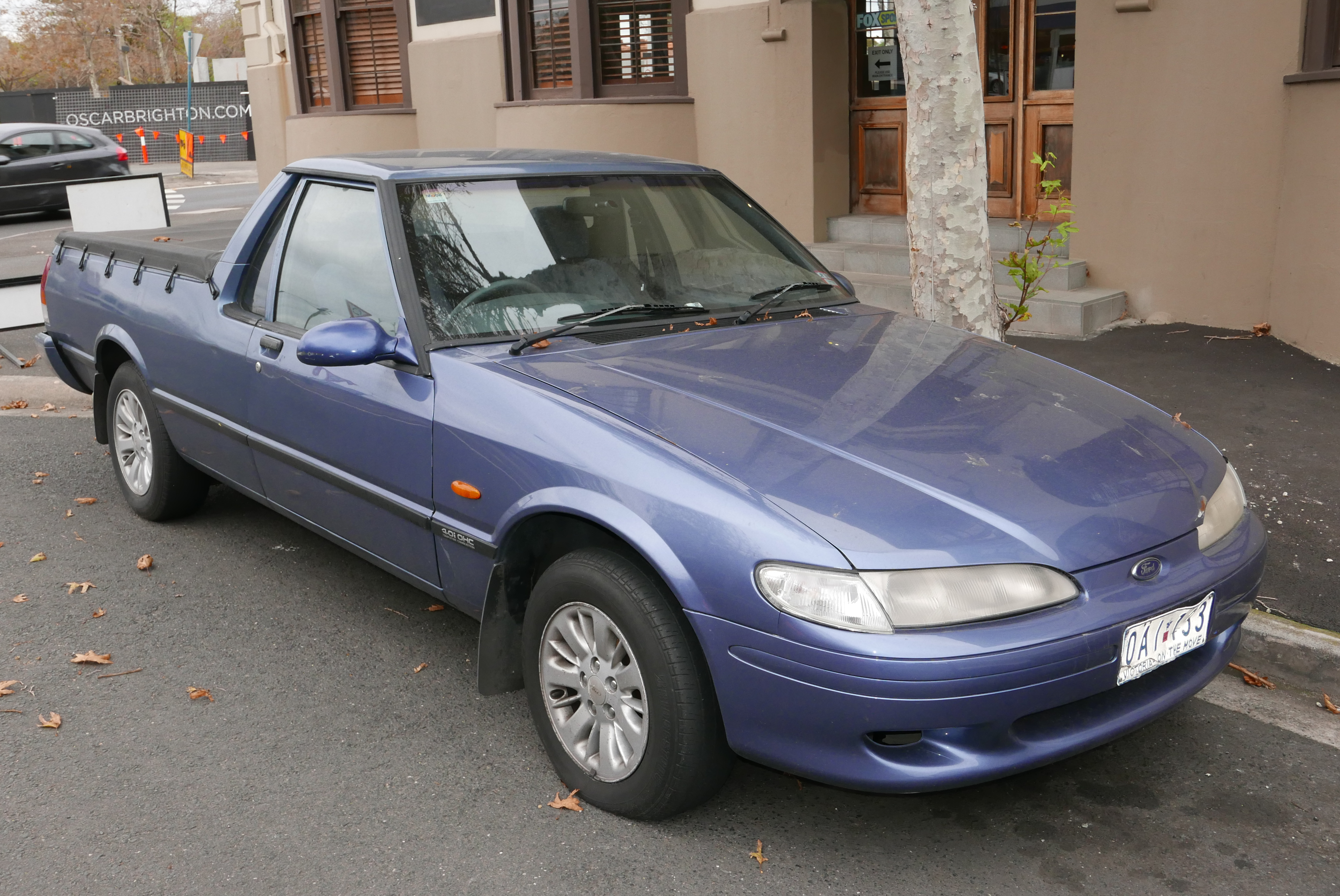
Ford Falcon Ute IV po trzecim liftingu

Ford Falcon Ute IV został zaprezentowany po raz pierwszy w 1979 roku.
Zupełnie nowa, czwarta generacja Forda Falcona Ute została przedstawiona równolegle z odmianą kombi i sedan na początku 1979 roku. Samochód przeszedł gruntowne zmiany w sylwetce, zyskując mniej masywną, kanciastą sylwetkę nawiązującą do europejskich modeli Forda takich jak Granada. Sylwetka wyróżniała się charakterystycznym, długim przedziałem transportowym z podłużnymi, zagiętymi u dołu reflektorami.
W przeciwieństwie do klasycznego Falcona, wersja Ute była produkowana dwukrotnie dłużej. Zamiast do 1988 roku, Falcon Ute IV wytwarzany był przez 20 lat aż do 1999 roku, równolegle z piątą generacją Falcona sedan i kombi i nawet przez rok równolegle z szóstą generacją. Było to najdłużej wytwarzane wcielenie coupe-utility w dziejach tego modelu.

### Modernizacje
Przez 20 lat rynkowej obecności czwartej generacji Forda Falcona Ute przeszła cztery restylizacje, z czego pierwsze dwie odbyły się równolegle z produkowanym do 1988 roku Falconem IV. Pierwsza modernizacja miała miejsce w marcu 1982 roku, obejmując zmianami kształt reflektorów, atrapy chłodnicy i zderzaków. Druga, większa modernizacja z października 1984 przyniosła zupełnie nowy wygląd pasa przedniego, zastępując dotychczasowe reflektory prostokątnymi, mniejszymi lampami i wygładzonym kształtem zderzaków.
W czasie, gdy od 5 lat na rynku australijskim obecna była już piąta generacja Falcona, na rynku dalej wytwarzano Falcona Ute poprzedniej, czwartej generacji, która przeszła trzecią modernizację. Zmieniono kształt przedniego wlotu powietrza i zaktualizowano ofertę jednostek napędowych. Czwartą i ostatnią modernizację Falcon Ute IV przeszedł w kwietniu 1996 roku, w ramach której samochód zaadaptował wygląd przedniej części nadwozia z nowszej, piątej generacji Falcona po prezentowanej równolegle modernizacji.

### Wersje wyposażenia
- Longreach GLi Utility
- Longreach S Utility
- Longreach Outback Utility
- XR6 Utility

### Silnik
- L6 3.3l Falcon Six
- L6 4.1l Falcon Six
- L6 4.1l EFI
- V8 4.9l Cleveland
- V8 5.8l Cleveland

## Piąta generacja

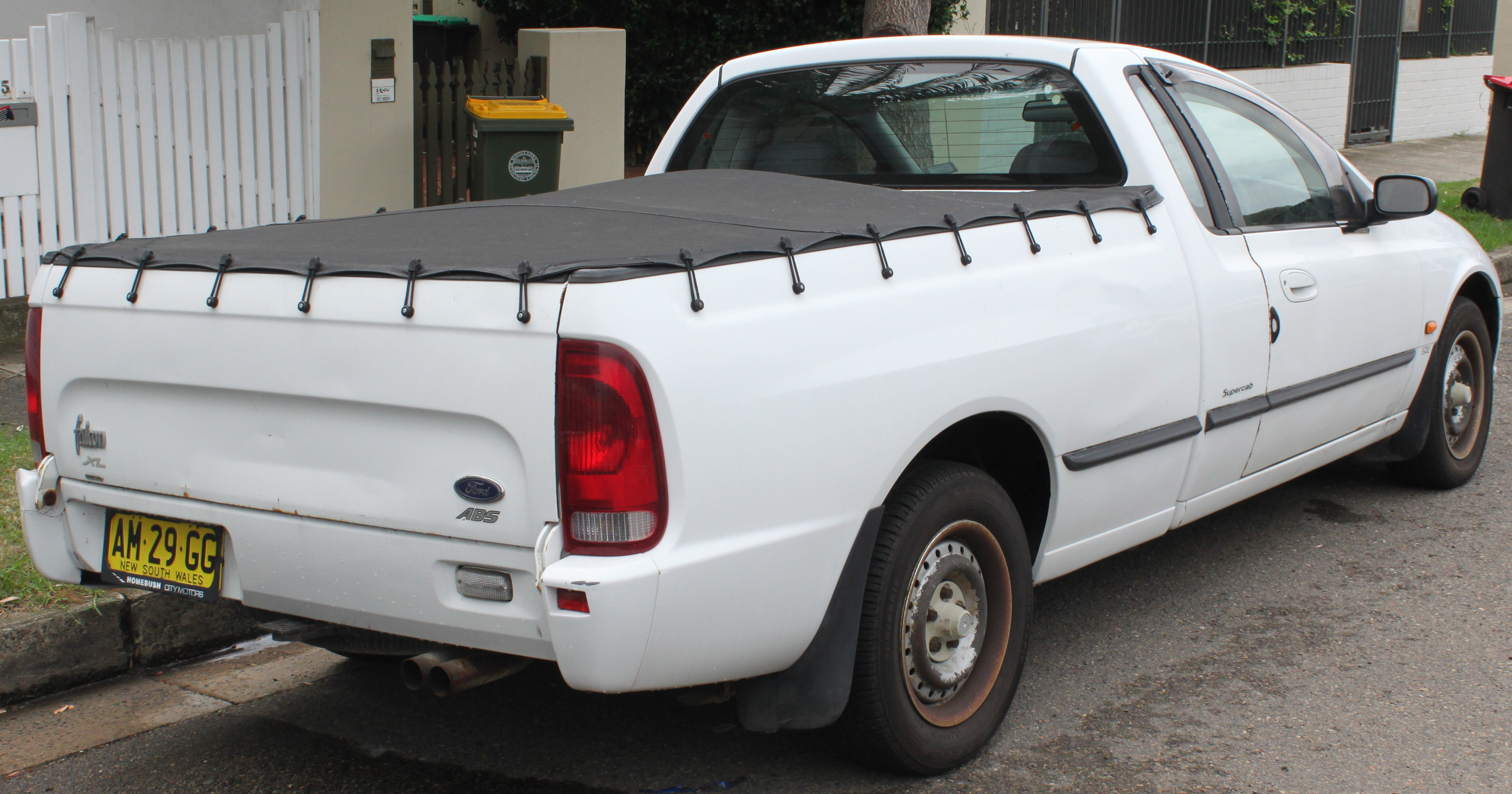
Ford Falcon Ute V

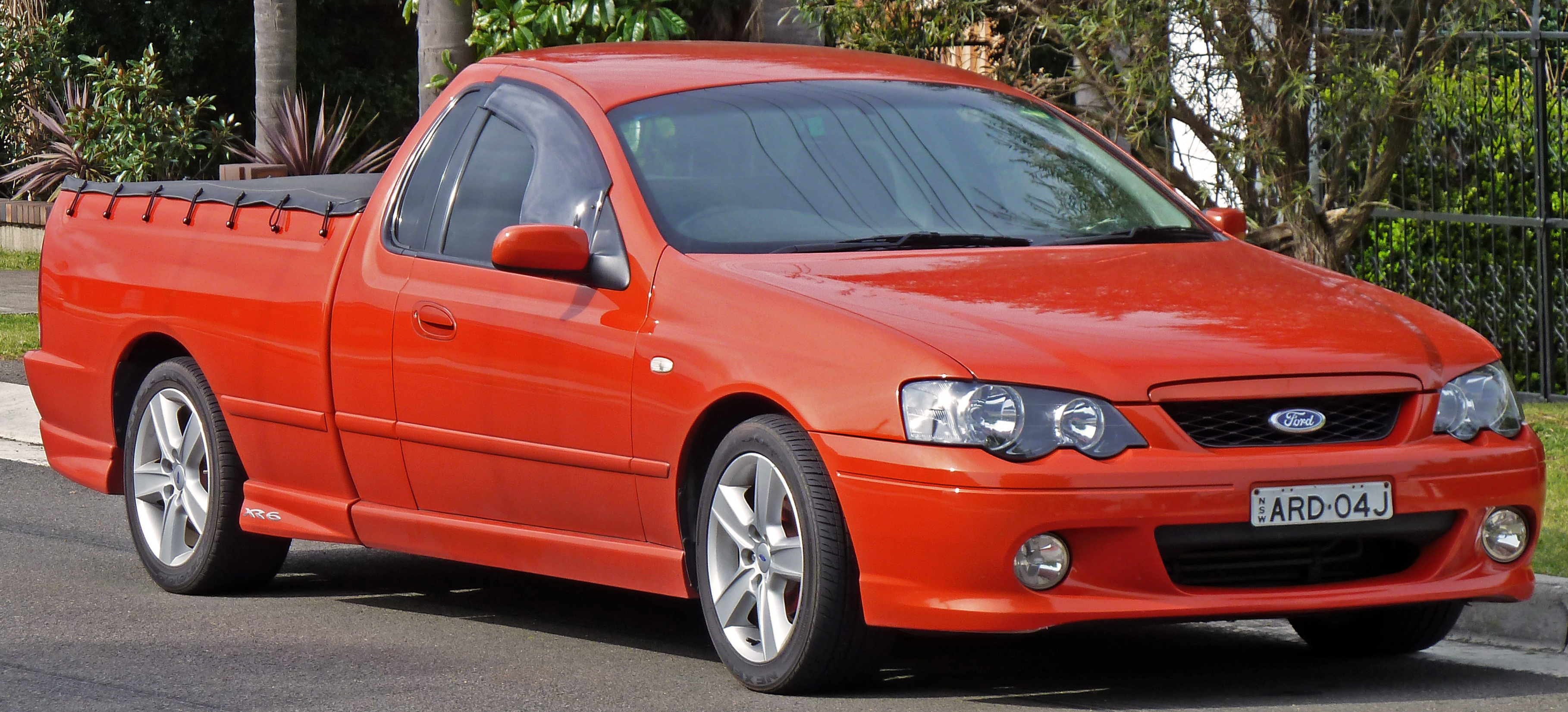
Ford Falcon Ute V po liftingu

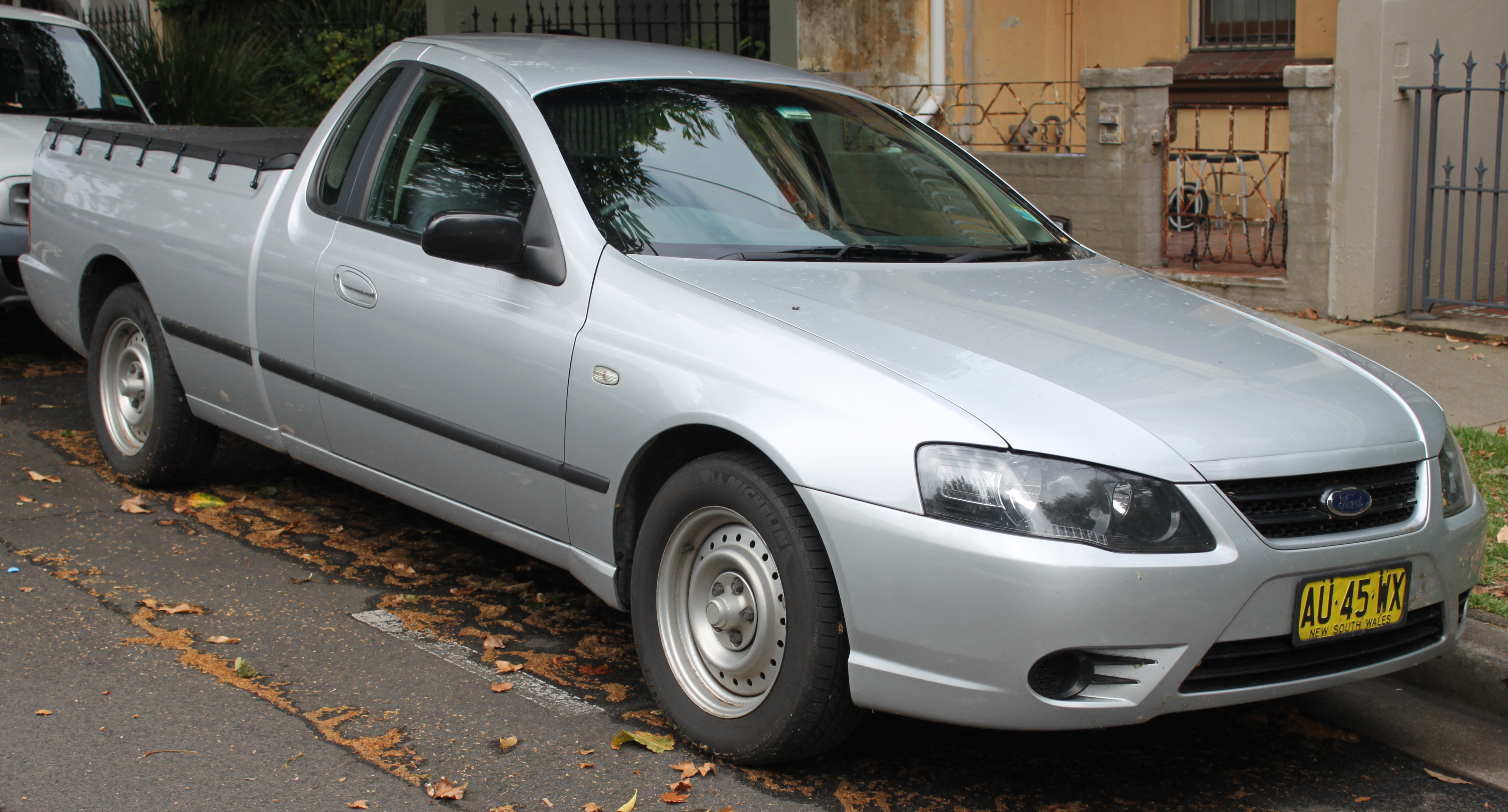
Ford Falcon Ute V po drugim liftingu

Ford Falcon Ute V został zaprezentowany po raz pierwszy w 1999 roku.
Pół roku po prezentacji zupełnie nowej, szóstej generacji Forda Falcona w wariantach sedan i kombi, australijski oddział Forda podjął wreszcie decyzję o przedstawieniu w czerwcu 1999 roku pierwszej od 20 lat zupełnie nowej generacji Falcona Ute. Samochód powstał na bazie aktualnego wówczas Falcona, adaptując od niego wygląd przedniej części nadwozia i przedziału pasażerskiego. Piąta generacja Falcona Ute stała się dłuższa i przestronniejsza, a także po raz pierwszy została poszerzona o wersję skrzyniową.

### Modernizacje
W ciągu 9 lat rynkowej obecności, Ford Falcon Ute V przeszedł dwie modernizacje. Pierwszą, najrozleglejszą przeprowadzono w październiku 2002 roku. Samochód zaadaptował z klasycznego Falcona nowy wygląd pasa przedniego i zmodernizowany projekt kokpitu, nie zmieniając jednak stylizacji tylnej części nadwozia. Drugi, skromniejszy lifting odbył się w październiku 2004 roku i polegał na przestylizowaniu reflektorów oraz atrapy chłodnicy.

### Wersje wyposażenia
- XL Cab Chassis
- XL Styleside
- XLS Cab Chassis
- XLS Styleside
- XR6 Styleside
- XR6 Turbo

### Silnik
- L6 4.0l Barra 182
- L6 4.0l Barra 240T
- L6 4.0l Barra E-Gas
- V8 5.4l Barra 220
- V8 5.4l Boss 260

## Szósta generacja

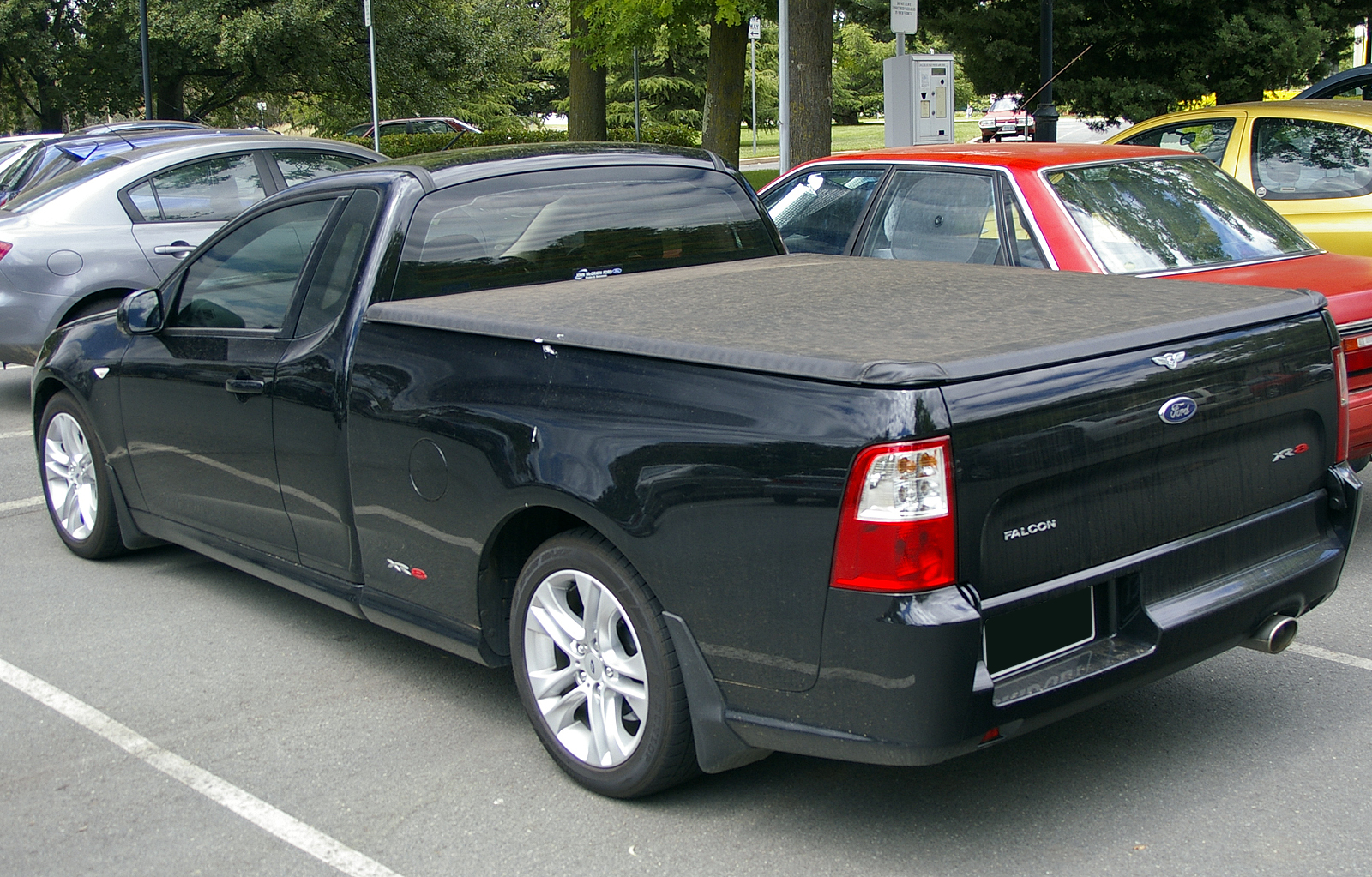
Ford Falcon Ute VI - tył

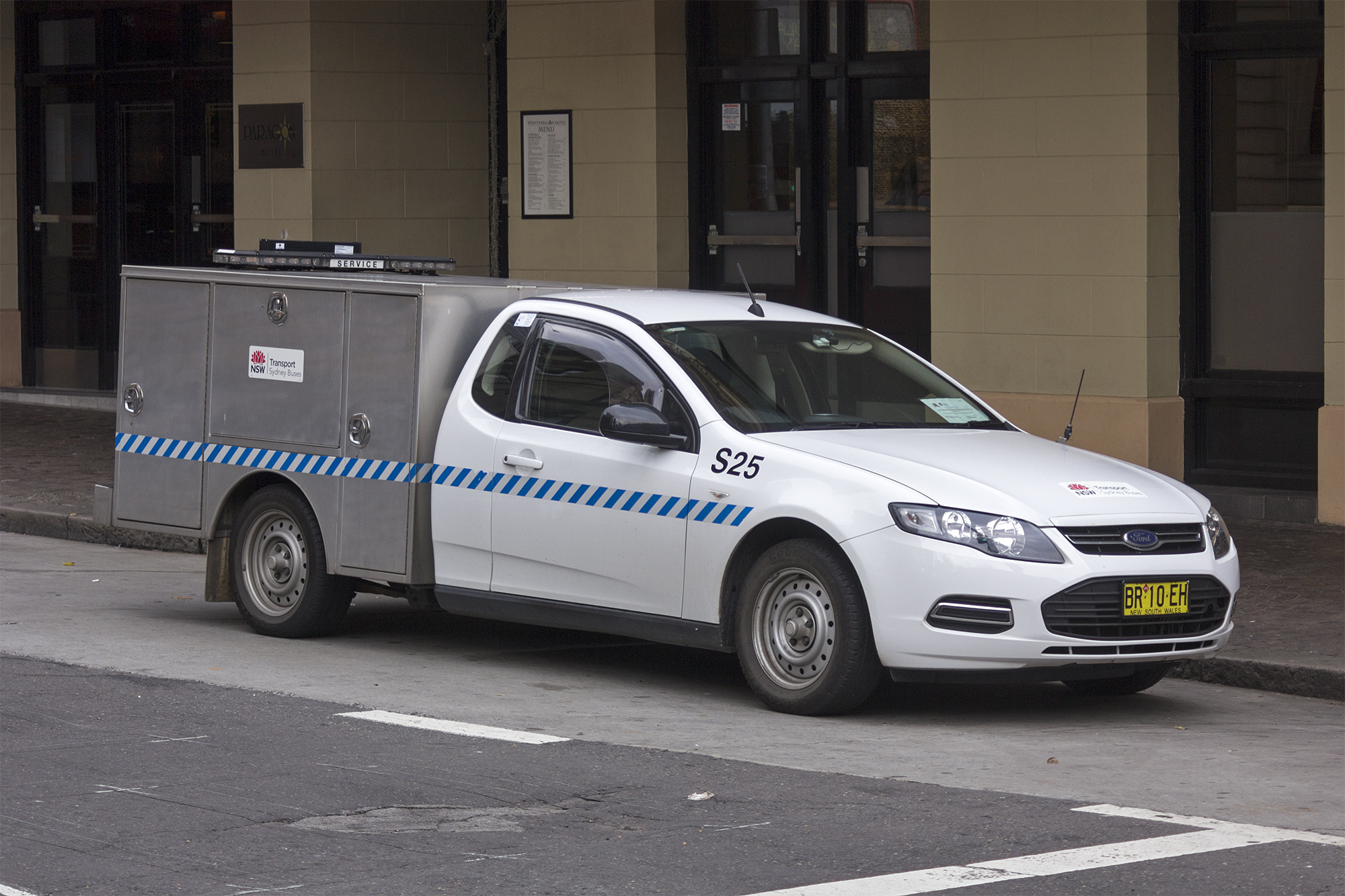
Ford Falcon Ute VI po liftingu

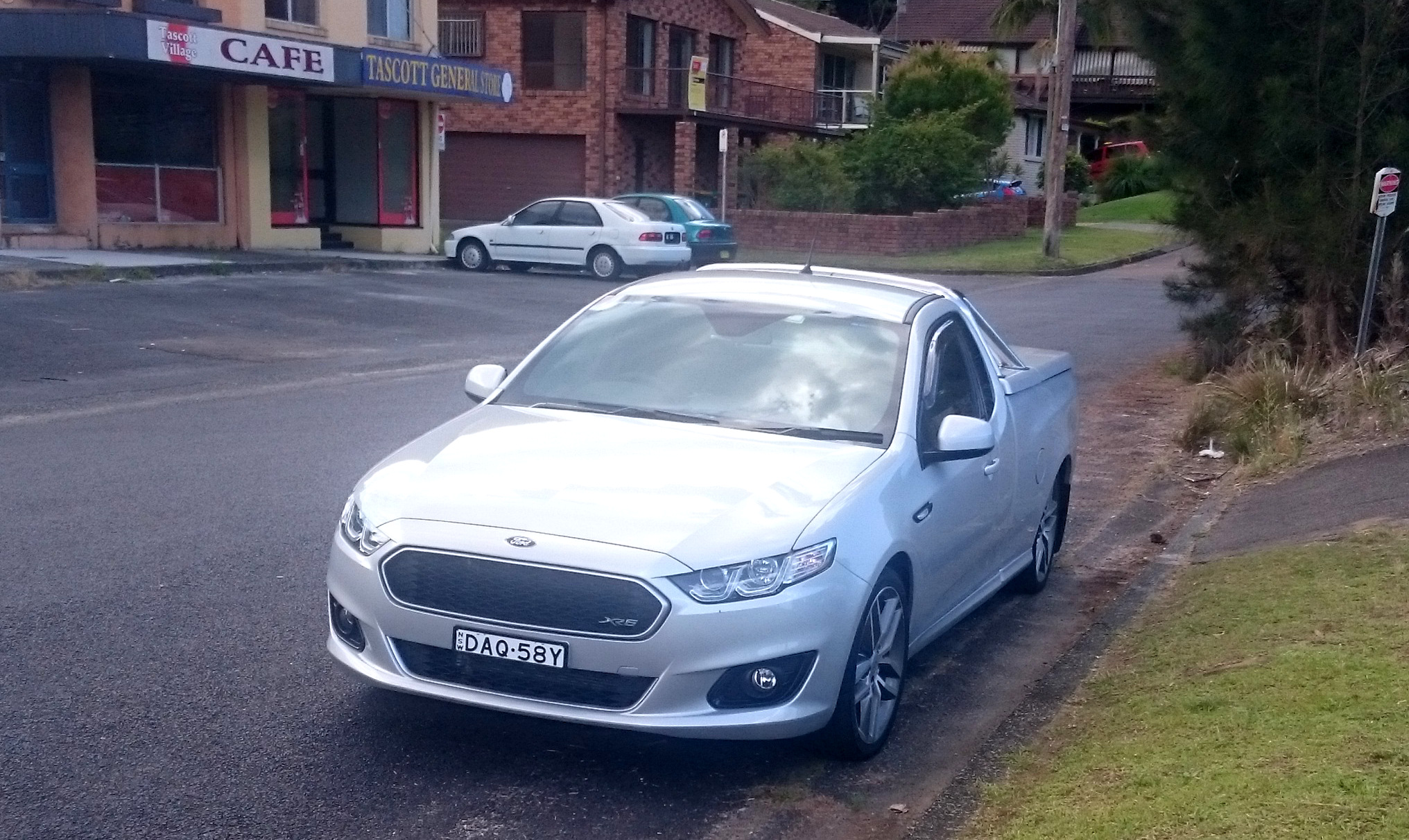
Ford Falcon Ute VI po drugim liftingu

Ford Falcon Ute VI został zaprezentowany po raz pierwszy w 2008 roku.
Szósta i zarazem ostatnia generacja Forda Falcona Ute została zaprezentowana w 2008 roku. Samochód zyskał zmodernizowaną, bardziej zaokrągloną sylwetkę, przy jednoczesnym ewolucyjnym kierunku zmian w proporcjach nadwozia. Kokpit i pas przedni przejęto z przedstawionej równolegle, siódmej generacji Falcona.

### Modernizacje
W ciągu ośmioletniej obecności rynkowej Falcona Ute szóstej generacji, samochód przeszedł dwie modernizacje. Pierwsza, niewielka, miała miejsce w listopadzie 2011 roku i polegała na pojawieniu się większego wlotu powietrza w zderzaku. Drugi, znacznie większy lifting przeprowadzono w połowie 2014 roku. Podobnie jak w przypadku klasycznego Falcona VII, pojawił się zupełnie nowy pas przedni z wąskimi, podłużnymi reflektorami oraz duży wlot powietrza.

### Koniec produkcji
Zgodnie z zapowiedziami z maja 2013 roku, w 2016 roku przeprowadzono likwidację wszystkich zakładów produkcyjnych Forda w Australii. Ostatnia sztuka Falcona Ute zjechała z taśm w lipcu 2016 roku, 3 miesiące przed wyprodukowaneim ostatniego egzemplarza klasycznego Falcona. Zakończyło to 92-letnie dzieje australijskiego biura konstrukcyjnego Forda - odtąd wszystkie modele w ofercie pochodzą z zagranicznego importu, a specyficzny dla lokalnego rynku typ nadwozia coupe-utility przeszedł do historii. Ostatnia sztuka Falcona Ute została sprzedana październiku 2017 roku.

### Wersje wyposażenia
- Falcon XT
- Falcon XR6
- Falcon XR6 Turbo
- Falcon XR8

### Silnik
- L4 2.0l EcoBoost
- L6 4.0l Barra
- L6 4.0l Barra E-Gas
- L6 4.0l Barra EcoLpi
- L6 4.0l Barra Turbo
- V8 5.4l Boss
- V8 5.0l Supercharged Boss